# Rhotana vitriceps
Rhotana vitriceps är en insektsart som först beskrevs av Stsl 1858.  Rhotana vitriceps ingår i släktet Rhotana och familjen Derbidae. Inga underarter finns listade i Catalogue of Life.